# Quảng Nghiêm
Quảng Nghiêm (ur. 1122, zm. 1190) – wietnamski mistrz thiền ze szkoły vô ngôn thông.

## Życiorys
Pochodził z Đan Phương. Jego nazwisko rodzinne to Nguyễn. 
Jako dziecko został sierotą i studiował ze swoim wujkiem mistrzem Bảo Nhạcem, który spowodował u niego rozwinięcie umysłu oświecenia (sans. bodhicitta). Po śmierci wujka zaczął podróżować po wszystkich miejscach nauczania thiềnu. Kiedy usłyszał o mistrzu Minh Trí, który nauczał wtedy w klasztorze Phúc Thánh, został jego uczniem. 
Pewnego dnia, słuchając wyjaśnień Minha Trí do Wypowiedzi Xuedou, gdy mistrz doszedł miejsca, gdy dwaj mistrzowie chan Daowu Yuanzhi i Jianyuan poszli na pogrzeb i rozmawiają o narodzinach i śmierci, Quảng Nghiêm poczuł się jak oświecony, więc spytał: "Czy jest wciąż prawda w tej medytacyjnej wypowiedzi, w której starodawni czcigodni zwykli byli dyskutować narodziny i śmierć?" Minh Trí powiedział: "Czy możesz pojąć tę prawdę?" Quảng Nghiêm spytał: "Czym jest prawda bez narodzin i śmierci?" Minh Trí powiedział: "Powinieneś pojąc to właśnie w narodzinach i śmierci." Quảng Nghiêm powiedział: "Osiągnąłem nienarodzenie." Minh Trí powiedział: "Zatem pojmij to sam z siebie". Po tych słowach Quảng Nghiêm osiągnął oświecenie wiec spytał: "Jak to zachować?" Minh Trí powiedział: "Jeśli posiadasz zrozumienie, to jest to tym samym, jakbyś go nie posiadał." Quảng Nghiêm pokłonił się.
Stopniowo stawał się coraz bardziej sławny w społeczności thiền. Najpierw przebywał w świątyni Thánh Ân w wiosce Siêu Loại. Po jakimś czasie usłyszał o nim minister obrony Phùng Giáng Tường i zaprosił go do świątyni Tịnh Quả, którą wybudował w Trung Thụy w Trương Canh. Tutaj Quảng Nghiêm zaczął propagować przesłanie szkoły thiền.
Piętnastego dnia drugiego miesiąca w piątym roku, canh tuất, okresu Thiên Tư Gia Thụy, czyli w roku 1190, tuż przed śmiercią, Quảng Nghiêm wypowiedział wiersz:
| Jedynie wtedy, gdy jesteś wolny od [przywiązań do] spokoju, możesz zacząć mówić o spokoju, Jeśli urodzisz się w krainie nienarodzenia, możesz mówić o nienarodzeniu. Jako człowiek masz dochodzące do nieba dążenia, Przestań chodzić po śladach stóp Tathagaty. |

Po skończeniu wiersza złożył dłonie i spokojnie zmarł siedząc wyprostowany. Jego ciało zostało skremowane i relikwie umieszczone w wybudowanej stupie.

## Linia przekazu Dharmy zen
Pierwsza liczba oznacza liczbę pokoleń mistrzów od 1 Patriarchy indyjskiego Mahakaśjapy.
Druga liczba oznacza liczbę pokoleń od 28/1 Bodhidharmy, 28 Patriarchy Indii i 1 Patriarchy Chin.
Trzecia liczba oznacza początek nowej linii przekazu w danym kraju.
- 33/6. Huineng (638-713)
  - 34/7. Nanyue Huairang (677-744) szkoła hongzhou
    - 35/8. Mazu Daoyi (707-788)

  - 36/9. Baizhang Huaihai (720-814)
    - 37/10/1. Vô Ngôn Thông (759-826) Wietnam - szkoła vô ngôn thông
      - 38/11/2. Cảm Thành (zm. 860)
        - 39/12/3. Thiện Hội (zm. 900)
          - 40/13/4. Vân Phong (zm. 956)
            - 41/14/5. Khuông Việt (933-1011)
              - 42/15/6. Đa Bảo (zm. po 1028)
                - 43/16/7. Định Hương (zm. 1051)
                  - 44/17/8. Viên Chiếu (999-1090)
                    - 45/18/9. Thông Biện (zm. 1134)
                      - 46/19/10. Biện Tâi (bd)
                      - 46/19/10. Đạo Huệ (zm. 1173)
                        - 47/20/11. Tịnh Lực (1112–1175)
                        - 47/20/11. Trí Bảo (zm. 1190)
                        - 47/20/11. Trường Nguyên (1110–1165)
                        - 47/20/11. Minh Trí (zm. 1196)
                          - 48/21/12. Quảng Nghiêm (1122–1190
                            - 49/22/13. Thường Chiếu (zm. 1203)
                              - 50/23/14. Thông Thiền (zm. 1228) laik
                                - 51/24/15. Tức Lự (bd)
                                  - 52/25/16. Ứng Vương (bd) laik

                              - 50/23/14. Thần Nghi (zm. 1216)
                                - 51/24/15.. Ẩn Không (bd)

                        - 47/20/11. Tín Học (zm. 1190)
                        - 47/20/11. Tịnh Không (1091–1170)
                        - 47/20/11. Dại Xả (1120–1180)

                  - 44/17/8. Cứu Chỉ
                  - 44/17/8. Bảo Tính (zm. 1034)
                  - 44/17/8. Minh Tâm (zm. 1034)

                - 43/16/7. Thiền Lão
                  - 44/17/8. Quảng Trí
                    - 45/18/9. Mãn Giác (1052–1096)
                      - 46/19/10. Bổn Tịnh (1100–1176)

                    - 45/18/9. Ngộ Ấn (1020–1088)